# Hesperornis
Hesperornis (som betyder fågel i väster) var ett släkte av flygoförmögna vattenlevande fågellika dinosaurier som levde under första halvan av perioden campanian under yngre krita (83,5–78 miljoner år sedan). Det finns nio kända arter, åtta ifrån Nordamerika och en från Ryssland. Fossil av Hesperornis har också påträffats i Kristianstadsbassängen i Skåne, Sverige.

## Systematik
Eftersom släktet Hesperornis omfattar förhistoriska fåglar under perioden mesozoikum så placeras de ömsom i ordningen Aves som omfattar alla moderna fåglar eller också placeras de i dinosaurieordningen Saurischia och underordningen Theropoda inom kräldjuren. Båda valen är korrekta och representerar olika perspektiv på taxonets förhållande till den tidiga evolutionära utvecklingen av fåglarna.

## Utseende
Hesperornis var stora fåglar som blev upp emot 1,8 meter långa. De hade knappt några vingar, och simmade med hjälp av sina kraftiga ben. Fossil indikerar att den hade simhud på tårna som hos dagens doppingar och inte mellan tårna som hos lommarna.
Likt många andra fåglar från mesozoikum, som Ichthyornis, så hade Hesperornis både näbb och tänder, som användes för att greppa bytet. Hos ordningen Hesperornithiformes var de många spetsiga tänderna annorlunda ordnade än hos någon annan känd fågel, eller therapod, och genom konvergent evolution påminner de om tänderna hos de krokodilliknande mosasaurierna.
Traditionellt antas Hesperornis ha rört sig som en lom eller dopping och samtida studier befäster denna hypotes. Studier indikerar att Hesperornis ur detta perspektiv främst påminner om svartnäbbad islom, både på land och i vatten.